# Juho Talvitie
Pour les articles homonymes, voir Talvitie.
Juho Talvitie, né le 25 mars 2005 à Tampere en Finlande, est un footballeur international finlandais qui joue au poste d'ailier au NAC Breda, en prêt de Lommel SK.

## Biographie

### Carrière en club
Né à Tampere en Finlande, Juho Talvitie est formé par le FC Ilves, club de championnat de Finlande, où il ne fait toutefois pas ses débuts en équipe première,.
En juillet 2023, il est transféré au Lommel SK en championnat de Belgique de deuxième division,. Il joue son premier match avec l'équipe première du club le 15 septembre 2021, lors du match de coupe contre Diegem Sport (victoire 2-4),.

### Carrière en sélection
Talvitie est international finlandais junior jusqu'à l'équipe de Finlande espoirs.
En juin 2024, Talvitie est convoqué pour la première fois avec l'équipe senior de Finlande. Il honore sa première sélection le 4 juin 2024, titulaire lors d'une défaite 4-2 contre le Portugal en match amical.